# Gijs Jorna
Gijs Jorna (ur. 30 maja 1989) – holenderski siatkarz, reprezentant kraju, grający na pozycji przyjmującego i libero. 
Od 2021 do maja 2024 roku był związany z amerykańską siatkarką Janisą Johnson, która z powodu raka okrężnicy umarła 25 maja 2024 roku.

## Sukcesy klubowe
Liga holenderska:
- 2010

Liga belgijska:
- 2016
- 2012

Puchar Belgii:
- 2014

Puchar Challenge:
- 2017

Liga francuska:
- 2017

Puchar Rumunii:
- 2018

Liga rumuńska:
- 2018

Puchar Grecji:
- 2023[5]

Liga grecka:
- 2023[6]

Superpuchar Ukrainy:
- 2023[7]

Puchar Ukrainy:
- 2024[8]

Liga ukraińska:
- 2024[9]

## Sukcesy reprezentacyjne
Liga Europejska:
- 2012
- 2019

## Nagrody indywidualne
- 2012: Najlepszy libero Ligi Europejskiej[10]